# ワオマングース
ワオマングース（Galidia elegans）は食肉目マダガスカルマングース科ワオマングース属に分類される食肉類。本種のみでワオマングース属を形成する。マダガスカル島の固有種で、同島東部の熱帯雨林地帯をはじめとする広い地域に生息する。

## 分類
ワオマングースを含むマダガスカルの肉食獣を系統樹の何処に分類するかについて多くの意見があったが、2003年アン・ヨーダー他が科学誌『ネイチャー』で発表した遺伝子解析による研究では、マダガスカルの食肉目は単一のマングース科の祖先から進化したことが示された。

## 形態・生態
頭胴長32 - 38センチメートル、体重は700グラムから900グラムとあまり大きくはないが、ガリディア亜科（ワオマングース亜科）の中では最大種である。胴体は細長く、頭部は丸くて口先がとがっている。体毛は暗赤色だが四肢は黒い。名前の通り、ふさふさした尾に黒い輪がある。
習性について、社会性があり5匹程の群れをつくるとする説と単独性であるとする説とで意見が分かれている。大変敏捷で木登りが得意であり、昼行性で湿度の高い森林に生息する。小型の哺乳類、無脊椎動物、魚、トカゲとその卵などを主に捕食するが、昆虫や果物を食べることもある。ワオマングースの個体数は生息地の喪失のため過去10年（1990年-99年）で20％以上減少している。また外来種コジャコウネコとの競争によっても生存を脅かされている。

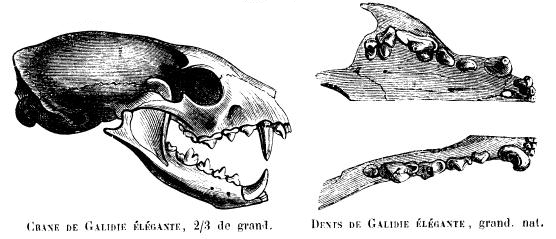
フランスの古生物学者ポール・ジェルベーの著作『Histoire naturelle des mammifères』に描かれたワオマングースの頭蓋骨及び歯列のイラスト。

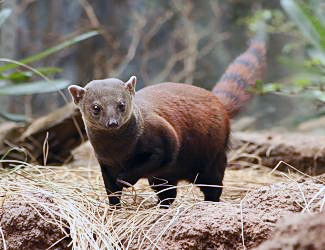
ワオマングース（正面から）